# Robert W. Cone

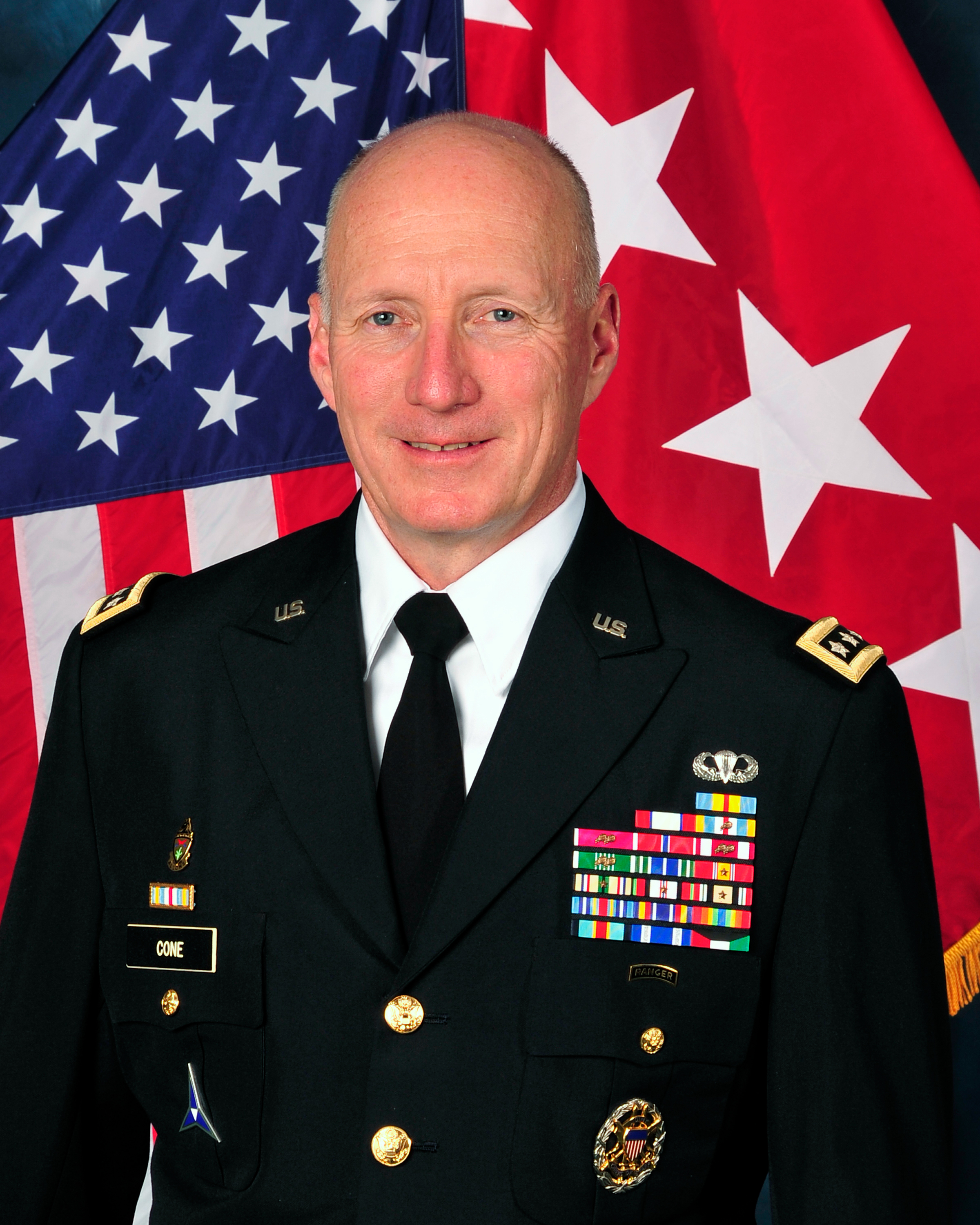
Robert W. Cone, 2011.

Robert William Cone (* 19. März 1957 in Manchester, New Hampshire; † 18. September 2016 in Shawano, Wisconsin) war ein General der United States Army (USA). Vom 29. April 2011 bis zum 14. März 2014 war er Befehlshaber des  U.S. Army Training and Doctrine Command (TRADOC), einem Hauptkommando der U.S. Army mit Sitz in Hampton, Virginia.
Zuvor diente er zwischen 2009 und 2011 als Kommandierender General des III. U.S.-Corps und stellvertretender Befehlshaber der United States Forces Iraq (USF-I).

## Ausbildung und Karriere
Cone schloss 1979 die United States Military Academy in West Point mit einem Bachelor of Science ab und begann seine militärische Karriere anschließend als Zugführer in der 4th Infantry Division (damals noch 2nd Armored Division) in Fort Hood, von 1981 an auch als Aide-de-camp des stellvertretenden Divisionskommandeurs.
Nach Abschluss des Command and General Staff College in Fort Leavenworth, Kansas, war Cone Anfang der 1990er-Jahre mit dem 11th Armored Cavalry Regiment zunächst in Fulda stationiert und diente als Angehöriger dieses Regiments dann in unterschiedlichen Verwendungen von November 1991 bis zum Frühjahr '94 auch im Zweiten Golfkrieg. Weitere Verwendungen führten Cone als Regimental Executive Officer 3rd Armored Cavalry Regiment nach Fort Bliss, Texas, und als Division Operations Officer (G-3) der 4th Infantry Division wiederum nach Fort Hood. Zu Beginn der 2000er-Jahre diente Cone als Director of the Joint Advanced Warfighting Program am Institute for Defense Analyses in Alexandria, Virginia, anschließend nahm er 2003 als Direktor des U.S. Joint Forces Command an der Operation Iraqi Freedom im Irak teil.
Cones weitere Ausbildung umfasst Masterabschlüsse in Soziologie von der University of Texas (1987) und National Security and Strategic Studies vom Naval War College (1997), außerdem Lehrgänge und Fortbildungen am Command and General Staff College. Er war während seiner Karriere sowohl als Ausbilder als auch als wissenschaftlicher Mitarbeiter an der Militärakademie in West Point beschäftigt.

## Dienst im Generalsrang

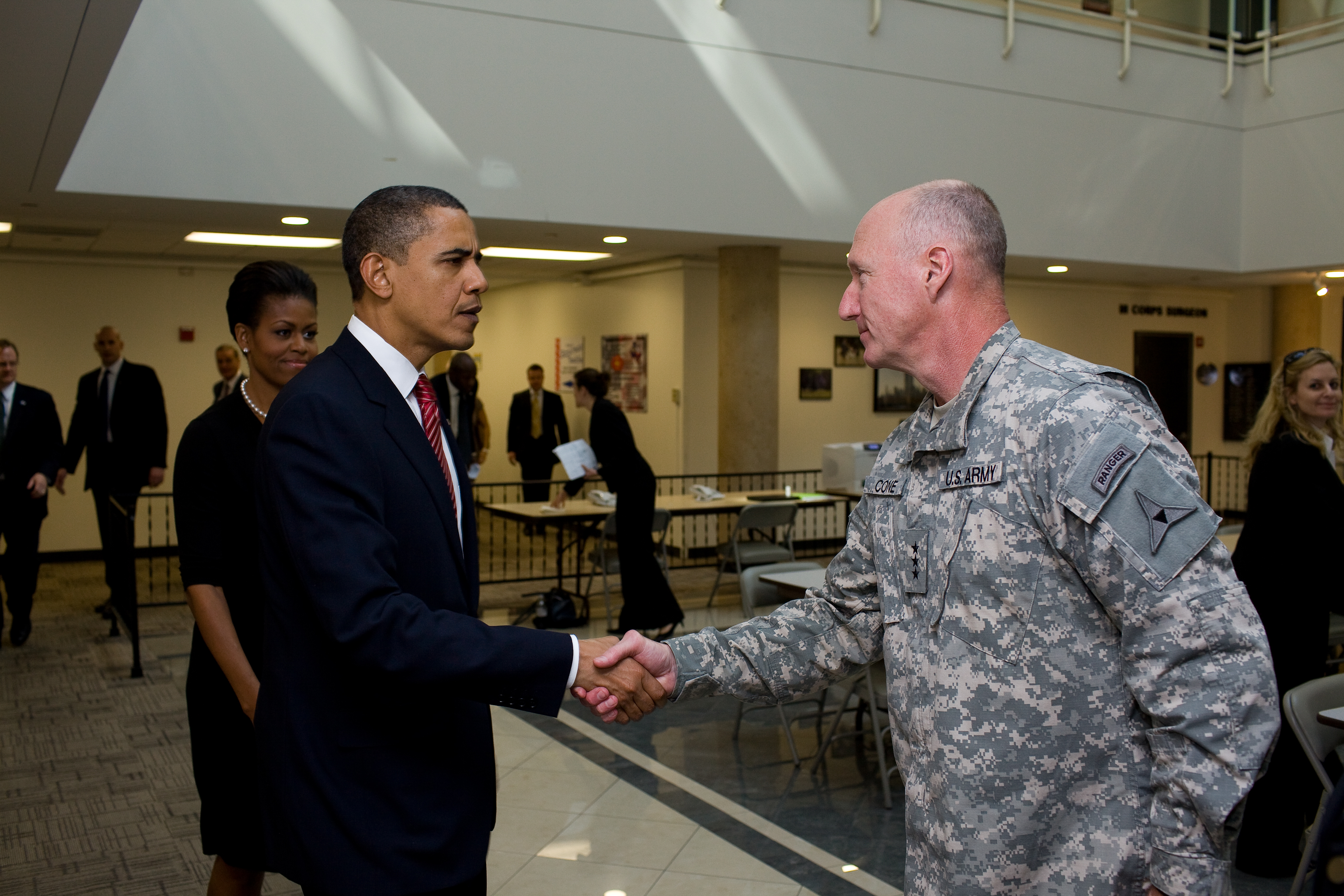
Cone (hier als Generalleutnant) im November 2009 mit US-Präsident Barack Obama und dessen Ehefrau Michelle in Fort Hood.

Von September 2004 an kommandierte Cone im Range eines Brigadegenerals für rund 33 Monate das National Training Center (NTC) der U.S. Army in Fort Irwin, Kalifornien, bevor er 2007 das Kommando über das multinationale Combined Security Transition Command – Afghanistan (CSTC-A) in Kabul übernahm; in dieser Funktion erfolgte seine Beförderung zum Generalmajor.
Im September 2009 wurde Cone unter Beförderung zum Generalleutnant nach Fort Hood, Texas, versetzt, wo er als Kommandierender General des III. U.S.-Corps diente, mit dem er zwischen März 2010 und Februar 2011 wiederum im Irak stationiert war und dort gleichzeitig als stellvertretender Befehlshaber der United States Forces Iraq fungierte. 
Am 10. März 2011 nominierte US-Präsident Barack Obama Cone für die Nachfolge von General Martin E. Dempsey, der seinerseits für den Posten des Vorsitzenden des Vereinigten Generalstabs vorgesehen war, als Befehlshaber des TRADOC. Cone übernahm das Kommando schließlich am 11. April desselben Jahres an, seine Beförderung zum General erfolgte im Rahmen der Kommandoübergabe.
Cone befehligte das TRADOC bis zu seinem Eintritt in den Ruhestand am 14. März 2014; sein Nachfolger wurde General David G. Perkins.

## Beförderungen
| Rang               | Jahr               |
| ------------------ | ------------------ |
| Second Lieutenant  | Mai 1979           |
| First Lieutenant   | Juni 1981          |
| Captain            | Juli 1983          |
| Major              | August 1989        |
| Lieutenant Colonel | Dezember 1995      |
| Colonel            | November 1999      |
| Brigadier General  | September 2004     |
| Major General      | n/a                |
| Lieutenant General | 23. September 2009 |
| General            | 29. April 2011     |

## Auszeichnungen
Auswahl der Dekorationen, sortiert in Anlehnung an die Order of Precedence of Military Awards:
- Defense Distinguished Service Medal
- Defense Superior Service Medal (2×)
- Army Distinguished Service Medal
- Legion of Merit (3 x)
- Bronze Star